# 1988년 동계 올림픽 자메이카 선수단
1988년 동계 올림픽 자메이카 선수단은 캐나다 캘거리에서 개최된 1988년 동계 올림픽에 참가한 올림픽 자메이카 선수단이다. 자메이카로서는 동계 올림픽 첫 참가였다. 봅슬레이 종목에만 참가하였으며, 1993년에 상영된 영화 《쿨러닝》의 모태가 되었다.

## 참조
- 올림픽 공식 리포트 보관됨 2012-02-04 - 웨이백 머신